# Кусково (Московская область)
Кусково — деревня в Можайском районе Московской области, в составе сельского поселения Замошинское. Численность постоянного населения по Всероссийской переписи 2010 года — 109 человек. До 2006 года Кусково входило в состав Семёновского сельского округа.
Деревня расположена на западе района примерно в 30 км к юго-западу от Уваровки, недалеко от границы с Калужской областью, на реке Лопать (левом притоке реки Большой Шани), высота над уровнем моря 240 м. Ближайшие населённые пункты — Лобково на юге, Люльки на юго-востоке и Цветки на северо-востоке.